# Frankengräber von Brecht
Koordinaten: 49° 58′ 52″ N, 6° 26′ 44″ O
Die Frankengräber von Brecht sind ein fränkisches Grabfeld in der Ortsgemeinde Brecht im Eifelkreis Bitburg-Prüm in Rheinland-Pfalz.

## Beschreibung
Es handelt sich um zahlreiche Skelettgräber, die in einer Reihe angeordnet sind. Sie befinden sich auf der Anhöhe des Linsenbergs und somit rund 700 m östlich der Prümbrücke.
Die Frankengräber lassen sich in die Zeit von 500 v. Chr. bis 500 n. Chr. einordnen und zählen somit zur Epoche der Kelten und Römer.

## Archäologische Befunde
Die Frankengräber wurden um das Jahr 1880 beim Abbau von Gestein entdeckt. Es fanden keine detaillierten Untersuchungen statt, sodass die genaue Anzahl der Gräber unbekannt ist. Man konnte jedoch beobachten, dass zahlreiche Grabstellen ähnlich aufgebaut sind. Jedes Grab besitzt eine Ummantelung aus Stein und ist mit einem Deckel, welcher ebenfalls aus einer Steinplatte besteht, verschlossen. Bei einer ersten Erkundung um 1880 wurden keine Beigaben festgestellt.

## Erhaltungszustand und Denkmalschutz
Nach der Entdeckung der Frankengräber folgten keine weiteren Untersuchungen. Die Gräber sind demnach noch erhalten, befinden sich jedoch heute innerhalb einer landwirtschaftlich genutzten Ackerfläche.
Die Frankengräber sind ein eingetragenes Kulturdenkmal im Sinne des Denkmalschutzgesetzes des Landes Rheinland-Pfalz (DSchG) unter besonderen Schutz gestellt. Nachforschungen und gezieltes Sammeln von Funden sind genehmigungspflichtig, Zufallsfunde an die Denkmalbehörden zu melden.